# آمبرد، آرماویر
آمبرد (به ارمنی: Ամբերդ) یک روستا در ارمنستان است که در استان آرماویر واقع شده‌است. آمبرد در ۲۶ کیلومتری شمال شرق آرماویر، مرکز استان آرماویر واقع شده‌است.

## خصوصیات
آمبرد ۱٬۳۷۶ نفر جمعیت دارد و در ۸۸۰ ارتفاع متر بالاتر از سطح دریا قرار گرفته‌است.
| سال   | ۱۸۳۱ | ۱۸۹۷ | ۱۹۲۶ | ۱۹۳۹ | ۱۹۵۹ | ۱۹۱۴ | ۲۰۰۱ | ۲۰۰۴ |
| جمعیت | ۱۷۶  | ۶۸۲  | ۶۸۵  | ۷۶۸  | ۹۸۴  | ۱۰۱۹ | ۱۳۶۳ | ۱۴۰۰ |